# Golspie
Golspie (schottisch-gälisch Goillspidh) ist eine Ortschaft in der schottischen Council Area Highland. Sie liegt in der traditionellen Grafschaft Sutherland etwa 30 km nordöstlich von Invergordon und 65 km südwestlich von Wick an der Mündung des Golspie Burns an der Nordküste des Moray Firth. Südlich mündet der Fleet in den Dornoch Firth. Im Jahre 2011 verzeichnete Golspie 1407 Einwohner. In der Nähe von Golspie befinden sich Dunrobin Castle, der Sitz des Duke of Sutherland, und der eisenzeitliche Broch Carn Liath.

## Geschichte
Die St Andrew’s Parish Church geht auf eine Kapelle zurück, welche der Earl of Sutherland im 13. Jahrhundert errichten ließ. Das heutige Kirchengebäude im georgianischen Stil stammt aus den 1730er Jahren. Golspie entwickelte sich im 18. Jahrhundert als Fischerdorf. Durch den Anschluss an das Eisenbahnnetz und die Errichtung des Schiffsanlegers wurde Golspie für Touristen attraktiv, die beispielsweise das nahegelegene Dunrobin Castle besuchen wollten. Ende des 19. Jahrhunderts zählte Golspie zu den größten Dörfern im Norden Schottlands.
Dunrobin Park liegt in einem alten Steinbruch in den Dunrobin Woods. Es wurde 1880 ausgegraben und enthielt das gehockte Skelett einer Frau, einen kompletten Becher, 118 Schieferperlen; 18 Kieselsteine und drei Feuersteine. Die Funde befinden sich im Dunrobin Castle Museum.
Der Golspie Stone ist ein Piktischer Symbolstein.

## Verkehr
Mit der A9 verläuft die bedeutendste Fernstraße der schottischen Highlands direkt durch Golspie. Die Ortschaft besitzt einen eigenen Bahnhof, der regelmäßig von der Far North Line auf ihrer Strecke von Inverness nach Wick und Thurso bedient wird. Von dem Schiffsanleger von Golspie verkehrten einst Fähren. Südlich von Golspie führte einst eine Fähre über die Mündung des Fleet in den Dornoch Firth. 1816 wurde diese als Teilstück der heutigen A9 durch die Mound Bridge ersetzt. Über diese verlief auch ab 1902 die Dornoch Light Railway, die am Bahnhof The Mound an der heutigen Far North Line endete. Die Bahnstrecke wurde zwischenzeitlich aufgelassen und die Brücke durch einen Neubau ersetzt.

## Einzelnachweise

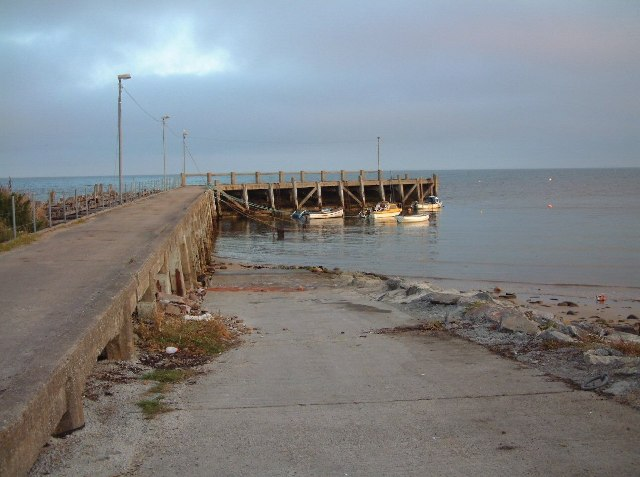
Schiffsanleger
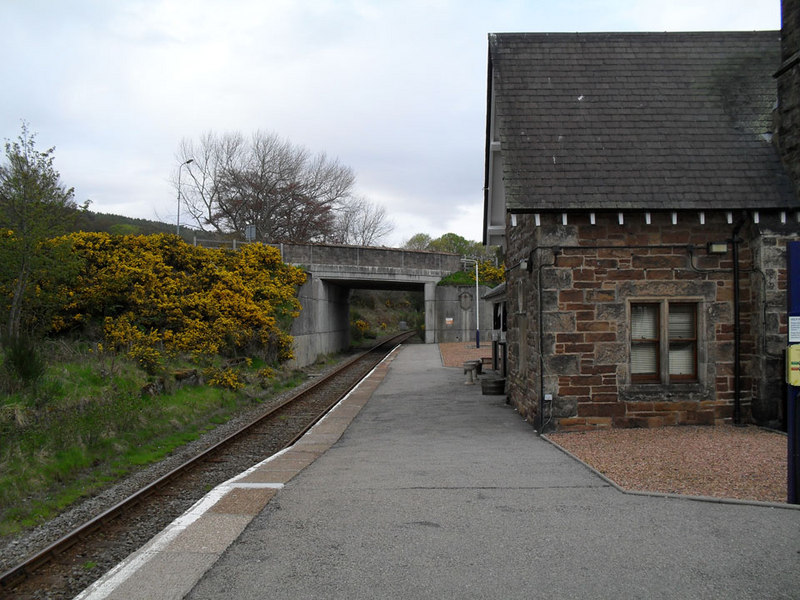
Bahnhof von Golspie
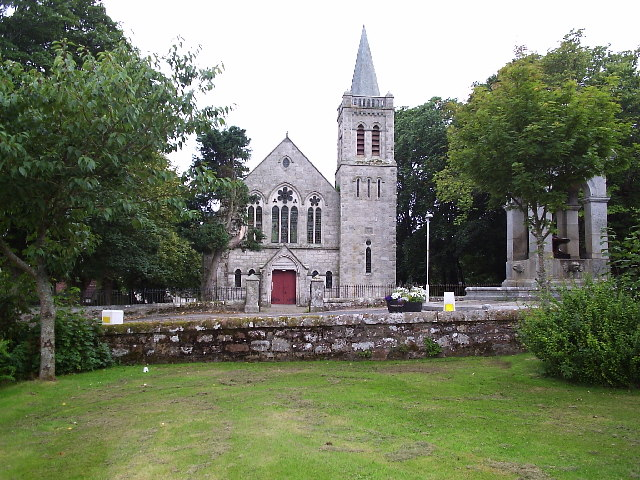
Kirche in Golspie